# Драшкович, Боро
Боро Драшкович (серб. Боро Драшковић, 29 мая 1935, Сараево, Королевство Югославия) — югославский и сербский кинорежиссёр, сценарист и драматург.

## Биография
Закончил Белградскую Академию театра, кино, радио и телевидения (1959). Работал ассистентом у Вайды и Кавалеровича. Писал сценарии, снимал документальные ленты, работал на телевидении. В 1969 выпустил первый полнометражный игровой фильм Гороскоп.
Жена — сценарист, сценограф и художник по костюмам Майя Драшкович.

## Фильмография

### Полнометражные художественные фильмы
- 1969: Гороскоп/ Хороскоп (Почётное упоминание на Берлинском МКФ)
- 1971: Нокаут/ Нокаут
- 1979: Усијање
- 1985: Жизнь прекрасна/ Живот је леп (номинация на Золотого льва Венецианского МКФ)
- 1994: Вуковар, одна притча/ Вуковар — једна прича (номинация на Хрустальный глобус МКФ в Карловых Варах, премия МКФ в Тромсё)

## Признание
Почетный доктор Высшей школы аудиовизуальной режиссуры во Франции.